# كوكال نحاسي الذيل
كوكال نحاسي الذيل (الاسم العلمي: Centropus cupreicaudus) (بالإنجليزية: Coppery-tailed Coucal)‏ هو نوع من الطيور يتبع جنس الكوكال من فصيلة طيور الوقواق. ويوجد في أنغولا وبوتسوانا وجمهورية الكونغو الديمقراطية وملاوي وناميبيا وتنزانيا وزامبيا وزيمبابوي. وقد تم وصف الكوكال نحاسي الذيل لأول مرة من قبل عالم الطيور الألماني Anton Reichenow عام 1896.

## وصف
الكوكال نحاسي الذيل البالغ يبلغ طوله حوالي 48 سم (19 إنش) ولها منقار مقوس وطويل وذيل واسع. الذكور أصغر بقليل من الإناث. ريش الكوكال نحاسي الذيل مماثل لتلك عند كوكال السنغال.

## وصلات خارجية
- كوكال نحاسي الذيل - نص الأنواع في أطلس طيور جنوب أفريقيا.